# Diego Corrales
Diego Corrales (Sacramento, 25 ottobre 1977 – Las Vegas, 7 maggio 2007) è stato un pugile statunitense.
Soprannominato Chico, fu campione mondiale in due categorie di peso avendo posseduto il titolo mondiale IBF dei pesi superpiuma dal 1999 al 2000, WBO dei superpiuma nel 2004, WBO dei pesi leggeri dal 2004 al 2006, nonché le corone WBC, Ring Magazine e lineare dei leggeri dal 2005 al 2006.
Nel 2005 ricevette il premio "incontro dell'anno" dalla rivista Ring Magazine per il celebre primo match con il messicano José Luis Castillo. La sua carriera, protrattasi dal 1996 al 2007, fu tragicamente stroncata dalla prematura morte, avvenuta all'età di 29 anni a seguito di un incidente stradale.